# Idaea schultzi
Idaea schultzi là một loài bướm đêm trong họ Geometridae.